# Leo Lagos
Leandro Andrés Lagos (Montevideo, 28 de febrero de 1974) es un músico, periodista, creador audiovisual, conductor radial, humorista y divulgador científico uruguayo.

## Biografía
Leo Lagos es desde 1990 el cantante y guitarrista de la banda de rock The Supersónicos.
Ha dirigido varios cortos, entre ellos The Taste Chip (2001), con la participación de Eduardo D'Angelo. Integra junto a Ignacio Alcuri, Marcos Morón,  Adrian Garza Biniez, Germán Deniz y Martín Otheguy el grupo de humoristas Los Informantes, que realizaron programas para TV (como Reporte Descomunal) y actualmente humor gráfico (para el periódico La diaria) y Radio por la 970 AM Universal.
También creó y condujo el programa de lucha Gladiadores del Ring y dirigió y produjo el programa Prohibido Pensar que conduce Sandino Núñez. En 2011 creó junto a Diego Martino y Ernesto Blanco el programa de divulgación Superhéroes de la Física, programa en el que participó como editor, codirector y guionista. 
Participó en los ciclos 2005 al 2007 del programa radial Justicia Infinita. Allí creó al personaje Roberto Hammond, En el 2008 condujo junto a Salvador Banchero el programa Vulgaria. A fines de ese año editó también el Libro 100% Rock bajo el seudónimo Hammond para la editorial Amuleto.
Actualmente es editor de la sección ciencia del periódico La Diaria.

## Obra
- 2015, Fotonovela Quiero puré (Memorias del Rock Nacional. Tomo I [1983-1989]) (Estuario Editora ISBN 978-9974-720-27-5)
- Enciclopedia del Rock Uruguayo por Roberto Hammond.